# Androchorema chilense
Androchorema chilense là một loài Trichoptera trong họ Hydrobiosidae. Chúng phân bố ở vùng Tân nhiệt đới.
- Tư liệu liên quan tới Androchorema chilense tại Wikimedia Commons